# Jus Reign
Джасмит Сингх Райна (род. 4 ноября 1989 года), более известный как Jus Reign или JusReign — канадский комик, ютубер, певец и музыкант индийского происхождения. Один из создателей «Much Digital Studios».

## Биография
Джасмит Сингх Райна вырос в Гуэлфе, Онтарио, в семье пенджабских кашмирцев-сикхов. Он заявил, что его семья прибыла с территории современного Пакистана до раздела Индии. Когда ему было 5 лет, его отец отдал его и его младшего брата Анмола в школу классической индийской музыки. Джасмит выучился игре на табле, однако в детстве не особо хотел посвящаться себя этому, и, как он рассказал в своём ролике «Draw my life» на YouTube, он повздорил со своим учителем до такой степени, что тот бросил ему таблу прямо в лицо. Он получил высшее образование в Гуэлфском университете, где он первоначально учился на врача, чтобы угодить своим родителям. Но в итоги скетчи и ролики, которые Райна выкладывал в Интернет, стали вирусными, и его родители признали успех сына в этой сфере и с тех пор поддерживают его карьеру на YouTube.

## Карьера
Воспитание Сингха и его южно-азиатские корни стали материалом для его вирусных видео. Во многих своих видео на YouTube и Vine (до закрытия сервиса) он рассказывает о стереотипах, явлениях и юморе и индийской диаспоры (деси). Большая часть его работ содержит пародии на поп-культуру, в то время как другие дают комментарии о расе и его борьбе с расизмом.
Сингх также является одним из создателей «Much Digital Studios», в числе других влиятельных онлайн-игроков.
Сингх появился в 2 фильмах в 2015 году, один из которых был снят в Индии. Также в 2015 году он был корреспондентом на красной ковровой дорожке «Much Music Video Awards».
В июне 2016 года Райна был приглашенным автором колонки «Six in Toronto» ежедневной газеты «24 hours», где освящал популярные места в Торонто, где можно поесть и повеселиться. Летом 2016 года Райна был включен в список 50 влиятельных канадцев по версии «The Bay St. Bull» за его предпринимательскую деятельность и известность в Интернете. 19 июня 2016 года он стал одним из организаторов торжественной церемонии вручения наград «iHeartRadio Much Music Video Awards», выступая перед такими звездами, как Шемар Мур и Тайлер Пози.
В июне 2016 года Джасмит появился на шоу Jimmy Kimmel Live! в рубрике «Mean Tweets».
По состоянию на март 2019, Райна практически приблизился к 1 млн подписчиков на своём главном канале.